# Chœur Gospel Célébration
Der Chœur Gospel Célébration, vollständig Chœur Gospel Célébration de Québec, englisch Quebec Celebration Gospel Choir ist ein aus etwa dreißig Sängern bestehender Gospelchor in der kanadischen Provinz Québec. Seine Gründung erfolgte am 1. März 2000 durch die seitherige Chorleiterin Fernande Angers. Auftritte des überregional bekannten Chores erfolgen regelmäßig auf Festivals, in Kirchen, bei Veranstaltungen sowie im Fernsehen.

## Geschichte
Der Chœur Gospel Célébration trat zunächst im kanadischen Fernsehen und bei Veranstaltungen in der Provinz Québec auf. Er gewann innerhalb weniger Jahre durch gemeinsame Auftritte mit Solisten wie Sylvie Desgroseilliers, Florence K, Johanne Blouin, Mélanie Renaud, Zachary Richard, Muna Mingole, Vic Vogel und Kim Richardson einen über die Region hinausreichenden Ruf. Durch die Teilnahme an Veranstaltungen wie dem Festival d’été de Québec, dem Festi Jazz International de Rimouski, den Fêtes de la Nouvelle-France, dem Festival Gospel de Repentigny, der Expo-Québec 2009 und dem Mondial Loto-Québec de Laval, welches der Chor im Jahr 2009 gemeinsam mit dem damals 85-jährigen Charles Aznavour eröffnete, wurde der Chœur Gospel Célébration innerhalb weniger Jahre überregional bekannt. In kanadischen Fernsehsendern wurden Auftritte des Chors in den Sendungen Bons baisers de France und En direct de l’univers bei Radio Canada sowie La Classe de 5ème, Demandes spéciales und in der Gala Artis 2010 im Sender TVA ausgestrahlt. Im Jahr 2012 trat der Chor auf dem Ottawa Bluesfest auf.

## Auszeichnungen
Am 28. Februar 2009 gewann der Chœur Gospel Célébration den Wettbewerb Pathmark Gospel Choir Competition in New York als einziger ausländischer Chor gegen 16 Mitbewerber aus den USA. Das darauffolgende Medienecho in Kanada war für ein Vokalensemble beispiellos.
Ein Jahr darauf, am 19. Juni 2010, nahm der Chor am größten Gospelfestival in Nordamerika teil, dem McDonald’s Gospelfest in Newark, NJ. Mehr als 40.000 Chöre und Solisten hatten sich für die Teilnahme an dem prestigeträchtigen Wettbewerb beworben. Der Chœur Gospel Célébration gewann den 1. Preis in der Kategorie Out-of-Town Choir und siegte damit als erster ausländischer Chor überhaupt vor 17.000 Zuschauern im Prudential Center.